# خلنج خريفي
خلنج خريفي (الاسم العلمي:Erica autumnalis) هو نوع من النباتات يتبع جنس الخلنج من الفصيلة الخلنجية.